# Nalžovice
Nalžovice (en allemand : Nalschowitz) est une commune du district de Příbram, dans la région de Bohême-Centrale, en République tchèque. Sa population s'élevait à 604 habitants en 2020.

## Géographie
Nalžovice se trouve à 6 km au nord-ouest de Sedlčany, à 27 km à l'est de Příbram et à 43 km au sud de Prague.
La commune est limitée par Chotilsko au nord-ouest et au nord, par Radíč et Kňovice à l'est, par Příčovy et Dublovice au sud, et par Křepenice et Borotice à l'ouest.

## Histoire
La première mention écrite de la localité date de 1364.

## Administration
La commune se compose de six quartiers :
- Nalžovice
- Hluboká
- Chlum
- Nalžovické Podhájí
- Nová Ves
- Oboz

## Transports
Par la route, Nalžovice se trouve à 7 km de Sedlčany, à 30,5 km de Příbram et à 55 km du centre de Prague.